# Grand Guignol (album)
Grand Guignol je druhé studiové album skupiny Naked City, vydané v roce 1992. Album produkoval John Zorn a vyšlo u Avant Records.

## Seznam skladeb
Všechny skladby napsal(i) John Zorn, pokud není uvedeno jinak. 
| Pořadí | Název                                          | Autor                         | Délka |
| ------ | ---------------------------------------------- | ----------------------------- | ----- |
| 1.     | Grand Guignol                                  |                               | 17:41 |
| 2.     | La Cathédrale Engloutie                        | Claude Debussy                | 6:24  |
| 3.     | Three Preludes Op. 74: Douloureux, Déchirant   | Alexandr Nikolajevič Skrjabin | 1:17  |
| 4.     | Three Preludes Op. 74: Très Lent, Contemplatif | Skrjabin                      | 1:43  |
| 5.     | Three Preludes Op. 74: Allegro Drammatico      | Skrjabin                      | 0:49  |
| 6.     | Prophetiae Sybillarum                          | Orlando di Lasso              | 1:46  |
| 7.     | The Cage (feat. Bob Dorough)                   | Charles Ives                  | 2:01  |
| 8.     | Louange à l'éternité de Jésus                  | Olivier Messiaen              | 7:08  |
| 9.     | Blood Is Thin                                  |                               | 1:02  |
| 10.    | Thrash Jazz Assassin                           |                               | 0:47  |
| 11.    | Dead Spot                                      |                               | 0:33  |
| 12.    | Bonehead                                       |                               | 0:54  |
| 13.    | Piledriver                                     |                               | 0:36  |
| 14.    | Shangkuan Ling-Feng                            |                               | 1:16  |
| 15.    | Numbskull                                      |                               | 0:31  |
| 16.    | Perfume of A Critic's Burning Flesh            |                               | 0:26  |
| 17.    | Jazz Snob: Eat Shit                            |                               | 0:26  |
| 18.    | The Prestidigitator                            |                               | 0:46  |
| 19.    | No Reason To Believe                           |                               | 0:28  |
| 20.    | Hellraiser                                     |                               | 0:41  |
| 21.    | Torture Garden                                 |                               | 0:37  |
| 22.    | Slan                                           |                               | 0:24  |
| 23.    | The Ways of Pain                               |                               | 0:33  |
| 24.    | The Noose                                      |                               | 0:13  |
| 25.    | Sack of Shit                                   |                               | 0:46  |
| 26.    | Blunt Instrument                               |                               | 0:56  |
| 27.    | Osaka Bondage                                  |                               | 1:17  |
| 28.    | Shallow Grave                                  |                               | 0:42  |
| 29.    | Kaoru                                          |                               | 0:53  |
| 30.    | Dead Dread                                     |                               | 0:48  |
| 31.    | Billy Liar                                     |                               | 0:13  |
| 32.    | Victims of Torture                             |                               | 0:24  |
| 33.    | Speedfreaks                                    |                               | 0:50  |
| 34.    | New Jersey Scum Swamp                          |                               | 0:44  |
| 35.    | S/M Sniper                                     |                               | 0:17  |
| 36.    | Pigfucker                                      |                               | 0:24  |
| 37.    | Cairo Chop Shop                                |                               | 0:25  |
| 38.    | Facelifter                                     |                               | 0:57  |
| 39.    | Whiplash                                       |                               | 0:22  |
| 40.    | The Blade                                      |                               | 0:30  |
| 41.    | Gob of Spit                                    |                               | 0:21  |

## Sestava
- John Zorn – altsaxofon, zpěv
- Bill Frisell – kytara
- Wayne Horvitz – klávesy
- Fred Frith – baskytara
- Joey Baron – bicí
- Yamatsuka Eye – zpěv